# Kei Enue
Kei Enue (えぬえ けい, Enue Kei) és una mangaka japonesa. Els seus treballs foren serialitzats en la revista Nakayoshi de Kodansha, excepte el seu últim treball que fou publicat a KC Deluxe.
El seu manga Channel W es publicà a l'estat espanyol per part de Planeta DeAgostini.

## Llista de treballs
- RSR or R-S-Revolution: 1 volum
- B-Wanted (Ｂーウォンテッド): 6 volums, 1999-2002
- Kami-sama ga Kureta Natsu: 1 volum, 2002
- Channel W: 1 volume, 2003
- Meitantei Yume Mizu Kiyoshirou Jiken Nooto (名探偵夢水清志郎事件ノート): 5 volums, 2004 Guanyà el 2009 Premi Kodansha de Manga per manga per a xiquets.[2]